# آدرستیا ۲۳۹

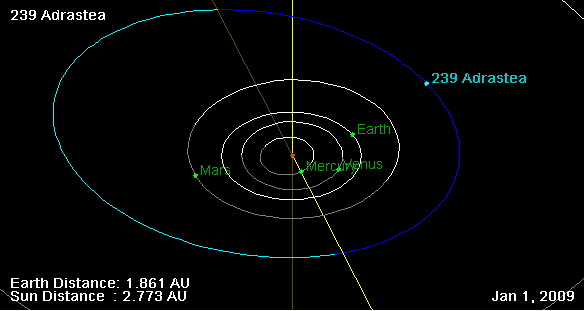
مدار 239 آدراستیا و موقعیت او در 01 ژانویه 2009 (برنامه ناسا Orbit viewer)

سیارک ۲۳۹ (به انگلیسی: 239 Adrastea) دویست و سی و نهمین سیارک کشف شده‌است که در ۱۸ اوت ۱۸۸۴ و در وین کشف شد.
عدد ۲۳۹ جلوی اسم ادرستیا بدلیل این است که این سیاره دویست و سی و نهمین سیاره ای است که کشف شده .
قدر مطلق سیارک برابر ۱۰٫۳۰ است.